# Nimbadus femoralis
Nimbadus femoralis is een hooiwagen uit de familie Pyramidopidae.